# 3487 Edgeworth
A 3487 Edgeworth (ideiglenes jelöléssel 1978 UF) a Naprendszer kisbolygóövében található aszteroida. Henry L. Giclas fedezte fel 1978. október 28-án.